# Holopsamma
Holopsamma is een geslacht van sponsdieren uit de klasse van de Demospongiae (gewone sponzen).

## Soorten
- Holopsamma arborea (Lendenfeld, 1888)
- Holopsamma crassa Carter, 1885
- Holopsamma elegans (Lendenfeld, 1888)
- Holopsamma favus (Carter, 1885)
- Holopsamma laminaefavosa Carter, 1885
- Holopsamma macropora (Lendenfeld, 1888)
- Holopsamma pluritoxa (Pulitzer-Finali, 1982)
- Holopsamma ramosa (Hallmann, 1912)
- Holopsamma rotunda (Hallmann, 1912)
- Holopsamma simplex (Lendenfeld, 1886)